# Electrophaes fervidaria
Electrophaes fervidaria är en fjärilsart som beskrevs av John Henry Leech 1897. Electrophaes fervidaria ingår i släktet Electrophaes och familjen mätare. Inga underarter finns listade i Catalogue of Life.